# Corey Peters (football américain)
Pour les articles homonymes, voir Corey Peters et Peters.
(en) Statistiques sur pro-football-reference
Corey Peters (né le 8 juin 1988 à Pittsburgh) est un joueur américain de football américain qui a évolué au poste de defensive tackle dans la National Football League (NFL) pendant treize saisons.
Au niveau universitaire, il joue pour les Wildcats du Kentucky dans la NCAA Division I FBS (2006-2009) avant d'être sélectionné lors de la draft 2010 par la franchise des Falcons d'Atlanta où il joue pendant cinq saisons (2010-2014). Il signe ensuite chez les Cardinals de l'Arizona (2015-2021) et termine sa carrière professionnelle avec les Jaguars de Jacksonville (2022).

## Biographie

### Jeunesse
Peters joue à la Louisville Central High School et est sélectionné dans la première équipe de l'État de Pennsylvanie.

### Carrière universitaire
Il intègre l'université du Kentucky et y joue pour l'équipe des Wildcats dans la NCAA Division I Football Bowl Subdivision. Il est désigné titulaire pour deux matchs lors de son année freshman en 2006 et pour douze matchs lors de son année sophomore en 2007. Lors de son année junior (2008), il totalise trente-quatre tacles et quatre sacks. L'année suivante, il compte quatre sacks et est sélectionné dans la deuxième équipe de la conférence SEC.

### Carrière professionnelle

#### Draft
Corey Peters est sélectionné en 83e choix global lors du troisième tour du draft 2010 de la NFL par la franchise des Falcons d'Atlanta.

#### Falcons d'Atlanta
Le 8 juin 2010, le jour de son anniversaire, il y signe son contrat rookie d'une durée de quatre ans. Lors de sa première saison en NFL, il dispute les seize matchs de la saison dont quinze en tant que titulaire. Il totalise ainsi vingt-quatre tacles, un sack et une passe déviée.

#### Cardinals de l'Arizona
Le 10 mars 2015, Peters signe un contrat de trois ans avec les Cardinals de l'Arizona,. Il se déchire le tendon d'Achille gauche le 20 août 2015 durant un entraînement ce qui le fait manquer l'entièreté de la saison.
Le 1er décembre 2017, Peters signe une extension de contrat de trois ans avec les Cardinals.
En 2018, Peters est désigné titulaire lors des 15 matchs de sa saison et il totalise son record en carrière de 51 tackes et 2½ sacks.
En 10e semaine de la saison 2020, Peters se blesse au genou et est placé pour le reste de la saison sur la liste des réservistes blessés le 19 novembre 2020.
Le 2 août 2021, Peters signe un contrat d'un an avec les Cardinals.

#### Jaguars de Jacksonville
Le 12 septembre 2022, Peters signe avec les Jaguars de Jacksonville pour intégrer leur équipe d'entraînement. Il rejoint l'équipe active le 12 octobre.

#### Retraite
Peters annonce le 6 avril 2023 qu'il prend sa retraite de joueur de la NFL.

## Statistiques
| Année       | Équipe               | Statut      | MJ |       | Plaquages | Plaquages | Plaquages | Plaquages |       | Interceptions | Interceptions | Interceptions | Interceptions |  | Fumbles | Fumbles |
| Année       | Équipe               | Statut      | MJ | Total | Seul      | Ast.      | Sacks     | Nb.       | Yards | Déf.          | TD            | Nb.           | Rec.          |  |         |         |
| 2006        | Wildcats du Kentucky | Fr.         | 10 | 18    | 12        | 6         | 1,0       | 0         | 0     | 1             | 0             | 0             | 0             |  |         |         |
| 2007        | Wildcats du Kentucky | So.         | 13 | 43    | 22        | 21        | 2,5       | 1         | 10    | 0             | 0             | 0             | 0             |  |         |         |
| 2008        | Wildcats du Kentucky | Jr.         | 13 | 35    | 24        | 11        | 4,0       | 0         | 0     | 2             | 0             | 0             | 0             |  |         |         |
| 2009        | Wildcats du Kentucky | Sr.         | 13 | 56    | 29        | 27        | 4,0       | 0         | 0     | 5             | 0             | 1             | 0             |  |         |         |
| Totaux NCAA | Totaux NCAA          | Totaux NCAA | 49 | 152   | 87        | 65        | 11,5      | 1         | 10    | 8             | 0             | 1             | 0             |  |         |         |

| Année      | Équipe                  | MJ  |                       | Plaquages             | Plaquages             | Plaquages             | Plaquages             |                       | Interceptions         | Interceptions         | Interceptions | Interceptions |  | Fumbles | Fumbles |
| Année      | Équipe                  | MJ  | Total                 | Seul                  | Ast.                  | Sacks                 | Nb.                   | Yards                 | Déf.                  | TD                    | Nb.           | Rec.          |  |         |         |
| 2010       | Falcons d'Atlanta       | 16  | 33                    | 28                    | 08                    | 1,0                   | 0                     | 0                     | 1                     | 0                     | 0             | 0             |  |         |         |
| 2011       | Falcons d'Atlanta       | 15  | 26                    | 21                    | 05                    | 3,0                   | 1                     | 1                     | 3                     | 0                     | 0             | 1             |  |         |         |
| 2012       | Falcons d'Atlanta       | 10  | 15                    | 11                    | 04                    | 0,0                   | 0                     | 0                     | 1                     | 0                     | 1             | 0             |  |         |         |
| 2013       | Falcons d'Atlanta       | 15  | 46                    | 29                    | 17                    | 5,0                   | 0                     | 0                     | 2                     | 0                     | 0             | 0             |  |         |         |
| 2014       | Falcons d'Atlanta       | 15  | 26                    | 15                    | 11                    | 2,0                   | 0                     | 0                     | 0                     | 0                     | 0             | 0             |  |         |         |
| 2015       | Cardinals de l'Arizona  | 0   | N'a pas joué - blessé | N'a pas joué - blessé | N'a pas joué - blessé | N'a pas joué - blessé | N'a pas joué - blessé | N'a pas joué - blessé | N'a pas joué - blessé | N'a pas joué - blessé | -             | -             |  |         |         |
| 2016       | Cardinals de l'Arizona  | 15  | 21                    | 12                    | 09                    | 0,0                   | 0                     | 0                     | 0                     | 0                     | 0             | 0             |  |         |         |
| 2017       | Cardinals de l'Arizona  | 12  | 22                    | 18                    | 04                    | 1,0                   | 0                     | 0                     | 1                     | 0                     | 0             | 0             |  |         |         |
| 2018       | Cardinals de l'Arizona  | 15  | 51                    | 34                    | 17                    | 2,5                   | 0                     | 0                     | 0                     | 0                     | 0             | 1             |  |         |         |
| 2019       | Cardinals de l'Arizona  | 16  | 38                    | 19                    | 19                    | 2,5                   | 0                     | 0                     | 0                     | 0                     | 0             | 0             |  |         |         |
| 2020       | Cardinals de l'Arizona  | 09  | 15                    | 10                    | 05                    | 2,0                   | 0                     | 0                     | 1                     | 0                     | 0             | 0             |  |         |         |
| 2021       | Cardinals de l'Arizona  | 14  | 24                    | 10                    | 14                    | 0,0                   | 0                     | 0                     | 1                     | 0                     | 0             | 1             |  |         |         |
| 2022       | Jaguars de Jacksonville | 12  | 20                    | 11                    | 09                    | 0,0                   | 0                     | 0                     | 0                     | 0                     | 0             | 0             |  |         |         |
| Totaux NFL | Totaux NFL              | 164 | 336                   | 214                   | 122                   | 19,0                  | 1                     | 1                     | 10                    | 0                     | 1             | 3             |  |         |         |

| Année      | Équipe                  | MJ |       | Plaquages | Plaquages | Plaquages | Plaquages |       | Interceptions | Interceptions | Interceptions | Interceptions |  | Fumbles | Fumbles |
| Année      | Équipe                  | MJ | Total | Seul      | Ast.      | Sacks     | Nb.       | Yards | Déf.          | TD            | Nb.           | Rec.          |  |         |         |
| 2010       | Falcons d'Atlanta       | 1  | 5     | 4         | 1         | 0,0       | 0         | 0     | 0             | 0             | 0             | 0             |  |         |         |
| 2011       | Falcons d'Atlanta       | 1  | 1     | 1         | 0         | 0,0       | 0         | 0     | 0             | 0             | 0             | 0             |  |         |         |
| 2012       | Falcons d'Atlanta       | 2  | 5     | 3         | 2         | 1,0       | 0         | 0     | 1             | 0             | 0             | 0             |  |         |         |
| 2021       | Cardinals de l'Arizona  | 1  | 2     | 2         | 0         | 0,0       | 0         | 0     | 0             | 0             | 0             | 0             |  |         |         |
| 2022       | Jaguars de Jacksonville | 2  | 3     | 1         | 2         | 0,0       | 0         | 0     | 0             | 0             | 0             | 0             |  |         |         |
| Totaux NFL | Totaux NFL              | 7  | 16    | 11        | 5         | 1,0       | 0         | 0     | 1             | 0             | 0             | 0             |  |         |         |